# Batu
Batu je stará jednotka délky používaná v Indonésii. Do češtiny se dá přeložit jako „vzdálenost, co by kamenem dohodil“.
Její velikost činila přibližně 1,5 km.